# Zorro (serie de televisión de 1990)
El Zorro, llamada también Las nuevas aventuras del Zorro (Inglés: Zorro, conocido también como The New Zorro, New World Zorro o Zorro 1990), es una serie de televisión sobre las aventuras del personaje de ficción El Zorro. Fue transmitida en Estados Unidos desde 1990 hasta 1993. Las tomas se hicieron en Madrid, España.

## Trama
Tiene lugar en la California de principios del siglo XIX. El pueblo de Los Ángeles es oprimido por su máxima autoridad, el Alcalde Luis Ramón, quien protegido por decretos reales y por sus soldados, comandados por el Sargento Mendoza, inventa y cobra impuestos impagables para los pobres pobladores a los que además roba y hasta esclaviza.
Don Alejandro de la Vega, un noble hacendado de la región que se opone al abuso del Alcalde, envía a su único hijo Diego de la Vega a España, a aprender todo lo necesario para convertirle en el hombre que el pueblo de Los Ángeles necesita.
Diego, quien en un principio quiere quedarse para ayudar a su padre, finalmente acepta y se despide de su padre y de Felipe (su sirviente sordomudo).
Cuatro años después Don Alejandro le pide a su hijo Diego, quien seguía cursando estudios universitarios en España, que regrese a Los Ángeles para finalmente oponerse juntos al Alcalde y a sus soldados.
Antes de volver, Diego recibe de su maestro de esgrima Sir Edmund Kendall, su espada, la cual no sólo es especialmente filosa y resistente, sino que además nunca ha sido vencida en batalla, junto con la lección de que la opresión se derrota por la fuerza.
En casa, Diego descubre una cámara y pasadizos secretos que fueron construidos por sus antepasados previendo algún ataque indio. Descubre además que su fiel sirviente Felipe en realidad sólo era mudo (debido a un trauma de su infancia), y no sordomudo como les hizo creer a todos.
Viendo la situación lamentable del pueblo, Diego decide usar sus recientes descubrimientos y poner en práctica todo lo aprendido en las letras, las artes y las ciencias, pero sobre todo en la esgrima, para traer justicia; sin embargo, atestiguando cómo el Alcalde Luis Ramón usa su autoridad para encarcelar a sus opositores, incluyendo al propio Alejandro de la Vega, es que temiendo que las represalias de sus actos perjudiquen a sus seres queridos, Diego decide usar un disfraz y un alter ego para hacerle frente; vestido totalmente de negro con un sombrero, una máscara y una capa a juego, e inspirado en la inteligencia y los hábitos nocturnos de un zorro que se había refugiado en la cámara secreta de su hacienda, decide hacerse llamar "El Zorro", y rescata tanto a su padre Don Alejandro como a la señorita Victoria Escalante, de la que se enamora, de la prisión del Alcalde.
Posteriormente se hace con un caballo salvaje al que pone por nombre "Tornado", y armado con su espada y un látigo (que no tiene ningún origen especial), continúa su cruzada por la justicia.
Para afianzar su coartada Diego aparenta ser un joven dedicado únicamente a los libros y a las artes; pero secretamente planta cara al Alcalde bajo la identidad del Zorro y con la ayuda de Felipe (que se hace pasar por "sordomudo" para obtener información de aquellos que hablan frente a él confiando en que no puede oírles) se enfrentará a muchos desafíos y adversarios.

## Adversarios
Un héroe se define por sus villanos, y en el caso de El Zorro, sus adversarios, que ocasionalmente son individuos con habilidades superiores.
- Ala Gris: Aparece en el Episodio 8 de la Temporada 2, La cacería.  El rastreador definitivo, es un nativo americano del que se dice puede rastrear al viento en el desierto. Contratado por el Alcalde rastreó a El Zorro desde el pueblo hasta una mina abandonada, descifrando cada treta que El Zorro intentó para despistarlo; cuando la mina se derrumba, El Zorro salva su vida junto con la de los soldados que le acompañaban, en agradecimiento decide romper su trato con el Alcalde. Finalmente sigue el rastro del Zorro por su cuenta y descubre su identidad.

- Bishop: Aparece en el Episodio 9 de la Temporada 2, Corazón roto, máscara rota. Interpretado por el luchador Rowdy Piper, es un apostador, que sabe usar los puños y es particularmente certero con la pistola, en una época en la que no estaba perfeccionada y era común fallar con ésta. Casi mata a El Zorro, pero Victoria se interpuso en el trayecto de la bala, salvándole la vida.

- El Halcón: Aparece en el Episodio 13 de la Temporada 2, El Halcón. El insurgente definitivo, líder de unos bandidos que robaron el Banco de Guadalajara, que ve una oportunidad en el oprimido pueblo de Los Ángeles. Usando la plata robada convence a los pobladores de sublevarse contra el corrupto Alcalde y así hacerse con el pueblo, sin importarle cuántos deban morir por las balas de los soldados para alcanzar ese fin.

- Néstor Vargas: Aparece en el Episodio 16 de la Temporada 2, Hermano mayor. El gigante definitivo, interpretado por el mismísimo Andre El Gigante, es una fuerza imparable decidido a sacar a su hermano Enrique de la cárcel.

- Gobernador Suplente Fresques: Aparece en el Episodio 19 de la Temporada 2, El dilema de Don Alejandro. El político definitivo, pretende la captura de El Zorro para ganar favor político; para lograrlo nombra Alcalde Interino a Don Alejandro De La Vega y le delega la tarea, bajo amenaza de aumentar sus impuestos de tal modo que lo dejaría en la pobreza.

- Don Alfonso Bautista Alvarado De Figueroa: Aparece en el Episodio 20 de la Temporada 2, La espada de Carlo Magno. El actor definitivo, interpretado por la leyenda Warwick Davis, es el líder de un grupo teatral que ve una oportunidad para robar la espada de Carlo Magno; sumamente listo usa desde sus habilidades istriónicas hasta el hipnotismo para llevar a cabo sus sagaces planes.

- Jim Jarrett: Aparece en el Episodio 6 de la Temporada 3, Los bucaneros. El mentiroso definitivo, interpretado por el luchador Jesse Ventura, Capitán pirata conocido por atacar barcos españoles en Cuba y Yucatán; único conocedor de la ubicación del tesoro de Puerto Príncipe, desembarca cerca al Pueblo de Los Ángeles en busca de su hijo. Usa la avaricia de los demás para manipularlos con mentiras y cuando eso no funciona usa su tremenda fuerza para someterlos.

- Alberta Siniestra: Aparece en el Episodio 8 de la Temporada 3, Una mujer despreciable. La asesina definitiva, con un retorcido concepto del amor, es una fría asesina de hombres que se han resistido a sus encantos.

- Dr. Lorenzo Lozano: Aparece en el Episodio 9 de la Temporada 3, Un Zorro perverso. El hipnotista definitivo, interpretado por el comediante Tim Reid, capaz de hipnotizar a cualquiera del que pueda capturar su atención. Accidentalmente hipnotiza a Diego De La Vega, al que utiliza para saquear el pueblo de Los Ángeles sin sospechar que se trata de El Zorro.

- Malo Martínez: Aparece en el Episodio 15 de la Temporada 3, Mendoza el malo. El traidor definitivo, es el propio Sargento Jaime Mendoza, que luego de perder la memoria es convencido por unos bandidos de ser el líder de aquellos, Malo Martínez; increíblmente resulta mucho más sagáz como criminal que como soldado, logra escabullirse y asaltar la taberna de la señorita Victoria Escalante y posteriormente explotar el arsenal de la guarnición.

- Pablo Saragoza: Aparece en el Episodio 17 de la Temporada 3, Estado de sitio. El bandido definitivo, lidera una numerosa banda de asaltantes con la que redujo a los soldados y asedió al pueblo de Los Ángeles, no dejando entrar ni salir a nadie; no es culto, pero idea tácticas efectivas como bloquear las puertas de las barracas, atacar por todas direcciones e interrumpir el curso del agua. Hizo falta la organización de los propios pobladores, liderados por Don Alejandro De La Vega, para hacerle frente a su banda; finalmente en su huida se enfrenta a El Zorro, encontrando su muerte al caer sobre su propia navaja, hecho que mortifica a El Zorro.

- Annie: Aparece en el Episodio 18 de la Temporada 3, La llamaban Annie. La tiradora definitiva, la recién llegada maestra de escuela hace que los niños disfruten de aprender, pero cuando equivocadamente piensa que El Zorro junto a unos bandidos ha secuestrado a una de sus alumnos, revela sus tremendas dotes como tiradora; decidida a hacer justicia y a cobrar la recompensa por El Zorro sale en su busca.

## Reparto
- Duncan Regehr como Don Diego de la Vega/Zorro.
- Juan Diego Botto como Felipe.
- Patrice Martinez como Victoria Escalante.
- James Victor como el Sargento Jaime Mendoza).
- Michael Tylo como el Alcalde Luis Ramón [temporadas 1 y 2].
- John Hertzler como el Alcalde Ignacio de Soto [temporadas 3 y 4].
- Efrem Zimbalist, Jr. como Don Alejandro de la Vega [temporada 1].
- Henry Darrow como Don Alejandro de la Vega [temporadas 2, 3 y 4].